# Poecilia kykesis
Poecilia kykesis är en fiskart som beskrevs av Poeser 2002. Poecilia kykesis ingår i släktet Poecilia och familjen Poeciliidae. Inga underarter finns listade i Catalogue of Life.